# Hibiscus scotellii
Hibiscus scotellii är en malvaväxtart som beskrevs av E. G. Baker. Hibiscus scotellii ingår i Hibiskussläktet som ingår i familjen malvaväxter. Inga underarter finns listade i Catalogue of Life.